# Yasmin Giger
Yasmin Giger (* 6. November 1999 in Männedorf) ist eine Schweizer Leichtathletin. Sie ist U20-Europameisterin und Silbermedaillengewinnerin bei U18-Europameisterschaften sowie beim Europäischen Olympischen Sommer-Jugendfestival 2015. Sie ist siebenfache Schweizer Meisterin.

## Sportliche Laufbahn
Beim Europäischen Olympischen Sommer-Jugendfestival 2015 holte Giger mit einer Zeit von 55,02 s über 400 Meter Silber hinter der Rumänin Andrea Miklós. Gleichzeitig verbesserte sie somit auch ihre bisherige persönliche Bestzeit. Ihre zweite Silbermedaille errang sie ein Jahr später bei den U18-Europameisterschaften 2016 in Tiflis im 400-Meter-Hürdenlauf. Mit einer Zeit von 58,39 s war sie nur 11 Hundertstelsekunden langsamer als die Erstplatzierte Viivi Lehikoinen aus Finnland, gleichzeitig verbesserte sie auch in dieser Disziplin ihre Bestzeit. Beim Staffellauf konnte ihre Mannschaft als einzige nicht das Ziel erreichen. Nachdem sie im März 2017 in Belgrad über 400 Meter mit einer Zeit von 54,76 s nur 25. wurde, gewann sie am 23. Juli bei den U20-Europameisterschaften in Grosseto im 400-Meter-Hürdenlauf erstmals Gold. Sie unterbot ihre Bestzeit um 1,52 Sekunden und qualifizierte sich mit zwei Zehnteln unter dem Limit für die Weltmeisterschaften in London. Bei ihrer ersten Weltmeisterschaft schied sie am 10. August in derselben Disziplin auf Platz 36 in den Vorläufen aus. Im Juli 2018 holte sie ihre erste Weltmeisterschaftsmedaille. Bei den U20-Weltmeisterschaften 2018 im finnischen Tampere gewann sie über 400 Meter Hürden Bronze. Sie nahm im August auch an den Europameisterschaften in Berlin teil und gelangte dort bis in den Halbfinal, in dem sie mit 58,81 s ausschied, und scheiterte mit der Schweizer 4-mal-400-Meter-Staffel in 3:32,86 min im Vorlauf. 2019 schied sie bei den Halleneuropameisterschaften in Glasgow im 400-Meter-Lauf mit 53,84 s in der ersten Runde aus und belegte mit der Staffel in 3:33,72 min den sechsten Platz. Anschliessend erreichte sie bei den World Relays in Yokohama in 3:32,32 min den siebten Rang und gewann bei den U23-Europameisterschaften in Gävle in 56,37 s die Bronzemedaille hinter der Belgierin Paulien Couckuyt und Linda Olivieri aus Italien. Mit der Staffel nahm sie im Spätsommer an den Weltmeisterschaften in Doha teil, gelangte dort mit 3:30,63 min aber nicht in den Final. 2021 gewann sie bei den U23-Europameisterschaften in Tallinn in 55,25 s erneut die Bronzemedaille über 400 Meter Hürden, diesmal hinter der Slowakin Emma Zapletalová und Sara Gallego aus Spanien und im Staffelbewerb wurde sie in 3:34,14 min Achte. Anschliessend nahm sie an den Olympischen Spielen in Tokio teil und schied dort mit 57,03 s in der ersten Runde aus.
2022 erreichte sie bei den Weltmeisterschaften in Eugene den Halbfinal über 400 Meter Hürden und schied dort mit 56,31 s aus, und mit der Schweizer 4-mal-400-Meter-Staffel belegte sie in 3:27,81 min im Final den achten Platz. Anschliessend schied sie bei den Europameisterschaften in München mit 57,13 s im Semifinal über die Hürden aus. Im Jahr darauf schied sie bei den Halleneuropameisterschaften in Istanbul mit 53,89 s in der ersten Runde über 400 Meter aus, wie auch bei den Weltmeisterschaften im August in Budapest mit 56,16 s über 400 Meter Hürden. Bei den World Athletics Relays 2024 auf den Bahamas kam sie in der ersten Qualifikationsrunde über 4-mal 400 Meter zum Einsatz, ehe sie bei den Europameisterschaften in Rom mit 55,05 s im Halbfinale über 400 Meter Hürden ausschied und mit der Staffel mit 3:27,48 min den Finaleinzug verpasste. Im August verpasste sie bei den Olympischen Sommerspielen in Paris mit 3:12,77 min den Finaleinzug in der Mixed-Staffel und schied über 400 m Hürden mit 55,18 s in der Hoffnungsrunde aus. Zudem schied sie mit der Frauenstaffel mit 3:29,75 min ebenfalls im Vorlauf aus.
In den Jahren 2019 und 2020 sowie 2023 und 2024 wurde Giger Schweizer Meisterin im 400-Meter-Hürdenlauf und siegte von 2017 bis 2019 und 2023 und 2024 in der Halle über 400 Meter sowie 2015 und 2016 über 800 Meter.

## Persönliche Bestleistungen
- 200 Meter: 24,21 s, 20. Juni 2018 in Thun
  - 200 Meter (Halle): 24,56 s, 20. Januar 2019 in St. Gallen
- 300 Meter: 37,56 s, 2. August 2018 in Langenthal (Schweizer U20-Rekord)
- 400 Meter: 52,42 s, 26. August 2022 in Lausanne
  - 400 Meter (Halle): 53,01 s, 3. Februar 2019 in Magglingen (Schweizer U23-Rekord)
- 800 Meter: 2:10,24 min, 2. Juni 2019 in Zürich
  - 800 Meter (Halle): 2:13,58 min, 24. Januar 2015 in Magglingen
- 300 m Hürden: 39,93 s, 29. Mai 2021 in St. Gallen (Schweizer U23-Rekord)
- 400 m Hürden: 54,77 s, 29. Juni 2024 in Winterthur